# Iketeru Futari
Iketeru Futari (яп. イケてる2人 Икэтэру Футари, Клёвая пара) — японская манга, автором и иллюстратором которой является Такаси Сано.

## Сюжет
16-летний Кэйсукэ Садзи мечтает лишиться девственности. Однажды он натыкается на сообщение от некой Алисы которая готова заняться сексом с тем кто купит нужную ей вещь. Алисой оказывается Акира Койдзуми которая укрылась в назначенном в объявлении месте и развлекалась тем что наблюдала как откликнувшиеся на объявление мужчины путали её с другими девушками. Так как Кэйсукэ сумел её узнать и купил то что ей надо, она соглашается заняться с ним сексом. Однако, на следующий день утверждает что она проститутка и Садзи для неё всего лишь ещё один клиент. Несмотря на её холодное отношение Садзи продолжает пытаться завязать с ней отношения и раз за разом добивается от неё повторного секса.
При создании аниме-сериала были убраны многие сцены сексуальной жизни Кэйсукэ и Акиры.

## Персонажи

### Главные герои
Кэйсукэ Садзи (яп. 佐次京介) — Ученик высшей школы, 16-летний парень, который очень любит флиртовать с девушками и часто попадает в неудобные ситуации. Он украл мобильный телефон и получил сообщение от таинственной девушки Алисы, которая обещает удовлетворять его сексуальную жизнь. Так он знакомится с Акирой и становится её любовной парой. Между ними образуются особые отношение, в частности Акира очень часто бьёт его, или же наоборот очень привязана к нему. Кэйсукэ терпит всё это, так как боится потерять её, по причине, что многие парни из школы тоже влюблены в неё. В манге показано, что он когда то был очень застенчивым, но всё изменилось, из-за девочки, которую он любил.
Сэйю: Сибуя Сигэру
Акира Койдзуми (яп. 小泉明) — Главная героиня, очень сильно привлекает одноклассников. После того, как встречает Садзи, часто мучает и бьёт его, при этом отказывается нападать на других мальчиков. Ходят слухи о том, что она лесбиянка и занимается любовью со взрослыми мужчинами за деньги. Но это не было правдой, и наоборот Акира терпеть не может мужчин, но со временем начинает сближаться с Садзи. Когда Садзи флиртует с другими девушками, Акира начинает сильно ревновать и бьёт его. Не стесняется своих отношений с Садзи и несмотря на то, что всё время мучает его, она сильно заботится о нём при том, что отрицает этого, и даже ради него согласилась остаться в Японии. В манге Акира страдает низкой самооценкой.
Сэйю: Араки Каэ

### Второстепенные персонажи
Умэмия Юки (яп. 梅宮悠樹) — Подруга детства Садзи и соперница Койдзуми. Несмотря на её стройное тело с большим бюстом, она не так сильно привлекает парней, как Койдзуми. Юки долгое время пытается всеми способами положить голову Садзи на свои груди а позже и всё время флиртует с ним, чтобы завоевать его сердце. Несмотря на свою внешность, у Юки очень низкая самооценка, потому что её старый друг, который был капитаном баскетбольной команды, порвал с ней отношения, так как она была лучше, чем он.
Сэйю: Ямада Михо
Аригасэ Рёко (яп. 蟻賀瀬涼子) — Подружка Койдзуми. Всегда сохраняет спокойствие, несмотря на всё, что происходит вокруг неё. В манге у неё есть парень по имени Коноэ, друг одного из старших братьев Садзи. Она часто комментирует отношения между главными героями и посоветовала Садзи быть самим собой, так как Койдзуми, хоть и может злиться из-за этого, но любит честность.
Сэйю: Аюми Фуруяма
Маки Амакасу (яп. 甘糟真希) — Подружка Койдзуми. Она стремится быть сильнее Рёко. Поддерживает отношения между Садзи и Койдзуми. В манге у Маки есть мать и старшая сестра, которая является полицейским. И мама и сестра очень обеспеченные люди и привлекают множество мужчин.
Сэйю: Томоэ Хамба
Миса Куроки (яп. 黒木美紗) — Подружка Койдзуми. Она лесбиянка и ведёт себя с ней, как будто они были любовницами. В манге такого нет.
Сэйю: Рицуко Касай
Нобору Хитати (яп. 日立のぼる) — Старый друг Садзи и Юки. Он ревнует к Садзи, так как ему нравится Койдзуми, из-за чего он часто начинает злиться на парня.
Пао Сакурай (яп. 桜井兼人) — Молодой парень и гомосексуалист, он небольшого роста и похож на девушку. Очень доволен отношениями между Садзи и Койдзуми. Позже начинает питать романтические отношения с Садзи и для этого начинает носить женскую одежду, таким образом, внешне став полностью похожим на девушку. Однако это вводит Садзи только в заблуждение.

## Медия

### Манга
Впервые начала публиковаться издательством Shōnen Gahosha в журнале Young King Comics с 1997 по 2010 год. Всего выпущено 33 тома манги.
| №  | Дата публикации                  | ISBN                   |
| -- | -------------------------------- | ---------------------- |
| 1  | 15 сентября, 1997                | ISBN 978-4-7859-1590-2 |
| 2  | 15 февраля 1998                  | ISBN 978-4-7859-1816-3 |
| 3  | 1 августа 1998 (первое издание)  | ISBN 978-4-7859-1848-4 |
| 4  | 15 декабря 1998 (первое издание) | ISBN 978-4-7859-1879-8 |
| 5  | 15 марта 1999                    | ISBN 978-4-7859-1893-4 |
| 6  | 15 августа 1999 (первое издание) | ISBN 978-4-7859-1926-9 |
| 7  | 1 марта 2000                     | ISBN 978-4-7859-1967-2 |
| 8  | 15 июня 2000                     | ISBN 978-4-7859-1992-4 |
| 9  | 15 ноября 2001                   | ISBN 978-4-7859-2027-2 |
| 10 | 15 мая 2001                      | ISBN 978-4-7859-2073-9 |
| 11 | 15 ноября 2001                   | ISBN 978-4-7859-2132-3 |
| 12 | 15 марта 2002                    | ISBN 978-4-7859-2161-3 |
| 13 | 15 июля 2002 (первое издание)    | ISBN 978-4-7859-2196-5 |
| 14 | 1 февраля 2003 (первое издание)  | ISBN 978-4-7859-2264-1 |
| 15 | 15 июня 2003                     | ISBN 978-4-7859-2308-2 |
| 16 | 1 января 2004                    | ISBN 978-4-7859-2376-1 |
| 17 | 15 мая 2004                      | ISBN 978-4-7859-2411-9 |
| 18 | 15 октября 2004                  | ISBN 978-4-7859-2463-8 |
| 19 | 15 февраля 2005                  | ISBN 978-4-7859-2503-1 |
| 20 | 15 мая 2005                      | ISBN 978-4-7859-2525-3 |
| 21 | 1 сентября 2005                  | ISBN 978-4-7859-2559-8 |
| 22 | 1 февраля 2006                   | ISBN 978-4-7859-2596-3 |
| 23 | 15 июля 2006                     | ISBN 978-4-7859-2726-4 |
| 24 | 31 декабря 2006 (первое издание) | ISBN 978-4-7859-2726-4 |
| 25 | 15 июня 2007 (первое издание)    | ISBN 978-4-7859-2776-9 |
| 26 | 1 ноября 2007                    | ISBN 978-4-7859-2855-1 |
| 27 | 1 апреля 2008                    | ISBN 978-4-7859-2919-0 |
| 28 | 24 сентября 2008                 | ISBN 978-4-7859-3021-9 |
| 29 | 5 марта 2009                     | ISBN 978-4-7859-3110-0 |
| 30 | 7 сентября 2009                  | ISBN 978-4-7859-3215-2 |
| 31 | 7 января 2010 (первое издание)   | ISBN 978-4-7859-3283-1 |
| 32 | 5 марта 2010                     | ISBN 978-4-7859-3320-3 |
| 33 | 15 сентября 2010                 | ISBN 978-4-7859-3459-0 |

### Аниме
На основе сюжета манги совместно студиями J.C. Staff и Geneon Universal Entertainment был выпущен аниме-сериал, который транслировался по телеканалу Tokyo Broadcasting System со 2 февраля по 26 февраля 1999 года. Всего выпущено 16 серий аниме. Большинство сюжета аниме составляет Фансервис.

### Дорама
2 октября 2009 года на основе манги был выпущен телесериал с участием японских актёров.